# De tootootjes
De tootootjes is het tweehonderdelfde stripverhaal uit de reeks van Suske en Wiske. Scenario, grappen en dialogen zijn van Paul Geerts, de tekeningen en bijdragen aan het scenario zijn van Marc Verhaegen. 
Het is gepubliceerd in De Standaard en Het Nieuwsblad van 10 oktober 1991 tot en met 1 februari 1992. De eerste albumuitgave in de Vierkleurenreeks was op 7 mei 1992, met albumnummer 232.

## Locaties
- België, huis van tante Sidonia, bos naast het huis van tante Sidonia, verlaten hut in het bos, meteoor Ralentirius[1] met hoofdkwartier van de Mafkezen, een steengroeve en arena

## Personages
- Suske, Wiske met Schanulleke, tante Sidonia, Lambik, Jerom, Cilin, Sjasi, fee Seefti, Vitamitje, Piston, Cilin, Boris Bolide (de snelheidsduivel), de Mafkezen, Spiedie

## Het verhaal
Lambik koopt een nieuwe jeep en gaat naar tante Sidonia. Suske en Wiske hebben allebei gedroomd over aanvallende wielen. Dan blijkt de koelkast geplunderd te zijn. Als er ook een hap uit de band van Lambiks auto wordt genomen, verschanst hij zich met zijn legersouvenirs in de tuin. ’s Nachts schieten Lambik en tante Sidonia per ongeluk op elkaar als ze iets achtervolgen en raken bewusteloos. Suske en Wiske slaapwandelen en belanden zo in het bos. Suske en Wiske vinden Vitamitje in een verlaten hut en zien dat ze jongen heeft gekregen. Vitamitje vertelt dat ze ooit een jongetje heeft gered van een verkeersongeluk, maar ze bleef zelf zwaargewond achter. Net voordat ze zou sterven werd ze gevonden door de fee Seefti en die zorgde ervoor dat Vitamitje herstelde. Ze ging met fee Seefti mee naar de meteoor Ralentirius, maar een snelheidsduivel zorgt daar voor veel problemen. Vitamitje werd verliefd op een volgeling van de snelheidsduivel en kreeg kinderen, maar de vader verliet het gezinnetje en daarom zoekt Vitamitje nu hulp. Cilin, Sjasi en Piston gaan mee naar het huis van tante Sidonia, vooral Piston is erg stout en pest Wiske erg. Als Wiske terugpest krijgt ze op haar kop van tante Sidonia en ze gaat bedroefd weg. Als Schanulleke wegwaait rent Wiske de straat op en Piston, die spijt kreeg van zijn gepest, redt haar nog net van een aanstormende vrachtwagen. Wiske blijft bewusteloos liggen en wordt gevonden door Lambik, dan komt de fee Seefti en door handoplegging geneest Wiske meteen.
Seefti gaat ook mee naar het huis van tante Sidonia en vertelt over haar “autohemel” waar slechts 50 kilometer per uur wordt gereden en geen benzine nodig is, maar Boris Bolide en zijn Mafkezen houden van racen en graven de meteoor af voor brandstof. Jerom komt terug van een reis naar de Sahara en gaat mee naar Ralentirius, tante Sidonia blijft thuis omdat ze nog voor drie weken strijkgoed heeft en de vrienden vertrekken op de roze wolk. De vrienden zien autootjes grazen en Jerom verplettert aanstormende Mafkezen. Suske en Wiske gaan spioneren op het hoofdkwartier, maar ze moeten vluchten wanneer Piston hen per ongeluk verraadt. ’s Nachts ontvoeren de Mafkezen vele autootjes en Vitamitje is hier ook bij, de anderen zien nog net een monstervrachtwagen vertrekken. Vitamitje ontmoet Spiedie, hij zag in dat hij fout bezig was en werd net als alle onschuldige autootjes gevangengenomen. Lambik gaat op de roze wolk op weg, maar stort neer en wordt ook gevangengenomen in de arena. Boris Bolide gaat naar de arena en Lambik krijgt gladiatorenkleding. Er komen enorme brullende motoren de arena in, maar Jerom kan ze verslaan. Boris ontsnapt en de vrienden gaan op zoek naar hem, ze vinden hem bij zijn installaties. Piston valt aan en rijdt dan met een grijper in een brandstoftank, de hele installatie ontploft en de meteoor dreigt uiteen te vallen. Jerom kan de kloof dichtnaaien en Wiske zegt dan dat er nog vele kloven zijn, zoals tussen arm en rijk, de volkeren en rassen. Boris en de Mafkezen moeten een moestuin aanleggen en Vitamitje en de kinderen besluiten te blijven op de meteoor. Als de vrienden terugkeren naar de aarde opent Wiske haar cadeautje van Piston, het blijkt een duiveltje-uit-een-doosje met smeer te zijn.

## Achtegrronden
De naam Cilin is een verwijzing naar cilinder, Sjasi is een verwijzing naar chassis, Seefti is een toespeling op safety (Engels voor veiligheid), Piston is het Franse woord voor zuiger, en Spiedie is een toespeling op speed (Engels voor snelheid).